# 34206 Zhiyuewang
34206 Zhiyuewang este o planetă minoră (asteroid) din centura de asteroizi. A fost descoperită pe 26 august 2000 la Experimental Test Site⁠(d) de Lincoln Near-Earth Asteroid Research. 
Obiectul prezintă o orbită caracterizată de o semiaxă mare de 2,8859026 UAi, o excentricitate de 0,05, o înclinație de 3,09663 ° în raport cu ecliptica.